# Sense el Partit Comunista, no hi hi hauria una Nova Xina
Sense el Partit Comunista, no hi hi hauria una Nova Xina (xinès tradicional: 沒有共產黨就沒有新中國, xinès simplificat: 没有共产党就没有新中国, pinyin: Méiyǒu Gòngchǎndǎng Jiù Méiyǒu Xīn Zhōngguó) és una cançó de propaganda Comunista de la República Popular de la Xina, sorgida el 1943 com a resposta resposta a la frase "Sense el Guomindang no hi hi hauria cap Xina". La cançó es va popularitzar ràpidament i actualment s'utilitza a actes oficials del Partit Comunista Xinès.

## Rerefons
Durant la Segona Guerra Mundial, on Xina lluitava contra la invasió japonesa, Chiang Kai-shek va publicar el 10 de març de 1943 un llibre titulat El Destí de la Xina, amb un eslògan que deia que "Sense el Guomindang no hi hi hauria cap Xina". El 25 d'agost de 1943, el Partit Comunista de la Xina va publicar un editorial per a criticar el llibre titulat "Sense el Partit Comunista no hi hauria cap Xina" al Jiefang Ribao, concloent que si "La Xina actual no tinguera al Partit Comunista, no hi hauria Xina." L'octubre de 1943, Cao Huoxing, un membre de 19 anys del Partit Comunista Xinès, va crear les lletres per a la cançó, amb el títol "Sense el Partit Comunista, no hi hi hauria cap Xina", basat en l'editorial.
El 1950, poc després de la fundació de la República Popular de la Xina, Mao Zedong va canviar el títol a l'actual en afegir la paraula "nova". El canvi s'argumentà com una manera d'indicar els triomfs del Partit Comunista Xinès de manera més precisa.
La cançó és inclosa en el musical de 1965 L'Orient és roig. El 26 de juny de 2006, es va obrir un memorial en honor de la cançó al Districte de Fangshan, Pequín. El 2011, un cantant nigerià anomenat Hao Ge va fer-se viral després d'apujar a internet una versió on interpretava la cançó.